# 이시카와 게이
이시카와 게이(일본어: 石川 慧, 1992년 9월 30일 ~ )는 일본의 축구 선수이다.

## 구단 경력
그는 2011년부터 J리그의 베갈타 센다이, 블라우블리츠 아키타, 도치기 SC, 사간 도스, 감바 오사카에서 뛰었다.